# Paillon (flod)
Paillon er en fransk flod, der udmunder i Middelhavet i Nice. Floden har i tidens løb været et vigtigt vandløb i Nice, da det danner den vestlige grænse for den gamle bydel i Nice.
Floden udspringer i højderne nord for Nice.